# Maxim Jevsejevič Kozyr
Maxim Jevsejevič Kozyr (rusky Максим Евсеевич Козырь, 30. dubnajul./ 12. května 1890greg., Bogatoje, nyní Novomoskovský okres Dněpropetrovské oblasti na Ukrajině – 23. dubna 1945, Rajhrad) byl sovětský vojevůdce, generálmajor. Zúčastnil se bojů druhé světové války, hrdina Sovětského svazu, rytíř řádu sv. Jiří.

## Život
Narodil se 12. května 1890 ve vesnici Bogatoje (nyní Novomoskovský okres Dněpropetrovské oblasti na Ukrajině). Po základním vzdělání na venkovské škole pracoval jako pastýř, zemědělský dělník a řidič koní v dolech v Juzovce (Doněck).

### První světová válka a občanská válka v Rusku
V prosinci 1911 byl povolán do carské armády v Jekatěrinoslavi, v roce 1914 absolvoval výcvik a byl jmenován poddůstojníkem kulometného oddílu. V první světové válce bojoval se svým plukem na jihozápadní frontu jako vyšší poddůstojník. V říjnu 1915 při ústupu z Haliče byl zraněn a v lednu 1916 byl poslán zpět na frontu, kde byl povýšen na podporučíka.
Po únorové revoluci v roce 1917 na frontě byl vojáky zvolen předsedou plukovního výboru zástupců vojáků a později velitelem praporu, dočasně také jako velitel pluku. Za úspěchy v boji se stal rytířem řádu sv. Jiří.
Po návratu do Ruska v prosince 1917 v Brjansku do Rudých gard a vzápětí se stal velitelem oddílu. Aktivně se zapojil do občanské války, vedl boje proti Ukrajinské ústřední radě, Hejtmanátu a Ústředním mocnostem. Jeho oddíl pokračoval v partyzánských bojích do prosince 1918 a poté byl začleněn do Rudé armády jako II. ukrajinská brigáda a Kozyr byl potvrzen v jejím velení. Od února 1919 velel skupině oděských vojsk a bojoval proti britským a francouzským jednotkám. V květnu 1919 byly oddíly M. J. Kozyra převelena do bojů proti generálu Antonu Ivanoviči Děnikinovi.
Účastnil se také dalších akcí v Taganrogu, Ilovajsku, Polohách a jinde. Dne 17. května byl raněn u Volnovachy v boji proti vojsku generála Andreje Grigorjeviče Škura. Vedl rudé vojsko při obraně Moskvy a vyznamenal se Poltavy, Sum, Sevska, Lgova a při povstání generála Kornilova u Dmitrijeva v prosinci 1919, za což mu byl Řád rudého praporu. Od ledna 1920 velel 138. střelecké brigádě, s niž se účastnil bojů proti krymským jednotkám generála Petra Nikolajeviče Wrangela.

### Druhá světová válka
Od října 1940 byl Kozyr v hodnosti plukovníka zástupcem velitele 42. střelecké divize 4. armády zvláštního vojenského okruhu Západ dislokovaného v Brestu. V době druhé světové války se účastnil bitvy u Bialystoku a Minska, ve které se divize probojovala ke Kobrynu a Babrujsku. Začátkem července 1941 byla převelena do blízkého týlu k doplnění, ve stejném měsíci byla divize převedena k 21. střeleckému sboru 21. armády a v srpnu k 67. střeleckému sboru. Začátkem července byl zatčen velitel 42. pěší divize generálmajor Ivan Sidorovič Lazarenko a plukovník Kozyr převzal jeho pozici. V rámci západního, středního a Brjanského frontu se divize zúčastnila obranné operace Gomel a bitvy u Smolenska. Začátkem září 1941 byla divize spolu s 21. armádou převedena na Jihozápadní front, kde o pár dní později padla do Kyjevské kapsy. V obklíčení se Kozyrovi podařilo udržet velení nad divizí, které se na konci září značnými ztrátami podařilo prolomit frontovou linii a dostat se k vlastním jednotkám u města Pryluky.
V listopadu 1941 se účastnil bitvy o Moskvu. Od ledna 1942 velel 84. střelecké brigádě námořní pěchoty na Severozápadní frontě a účastnil se Demjanské operace, kde brigáda osvobodila více než 50 osad. V červenci 1942 byl těžce zraněn. Po uzdravení byl 8. září jmenován velitelem 391. střelecké divize 1. šokové armády. Poté na jaře 1943 velel 7. gardové střelecké divizi, ale 3. května 1943 byl odvolán.
V říjnu 1943 byl degradován a jmenován zástupcem velitele 232. pěší divize 38. armády 1. ukrajinského frontu. V bitvě o Kyjev si počínal výtečně a dne 7. února 1944 byl jmenován velitelem této divize.
Výnosem prezídia Nejvyššího sovětu SSSR ze dne 17. května 1944 byl „za příkladné plnění vojenských úkolů ve velení na frontě proti německým okupantům a projevenou odvahu a hrdinství“ byl major generál Maxim Jevsejevič Kozyr vyznamenán titulem Hrdina Sovětského svazu s Leninovým řádem a zlatou medailí Hvězda“. V dubnu 1944 s generálem Kozyrem vedl dlouhý rozhovor Vojenský zpravodaj listu Krasnaja zvezda Konstantin Michajlovič Simonov.

### Boje na Západní frontě a smrt
Od listopadu 1944 byl generál Kozyr zástupcem velitele 50. střeleckého sboru. Během debrecínské operace jeho sbor dobyl město Satu Mare, během budapešťské operace úspěšně překročil řeku Tisu jižně od Čopu, v banskobystrické operaci byla osvobozena Banská Bystrica, v bratislavsko-brněnské operaci byla osvobozena města Kremnice a Prievidza.

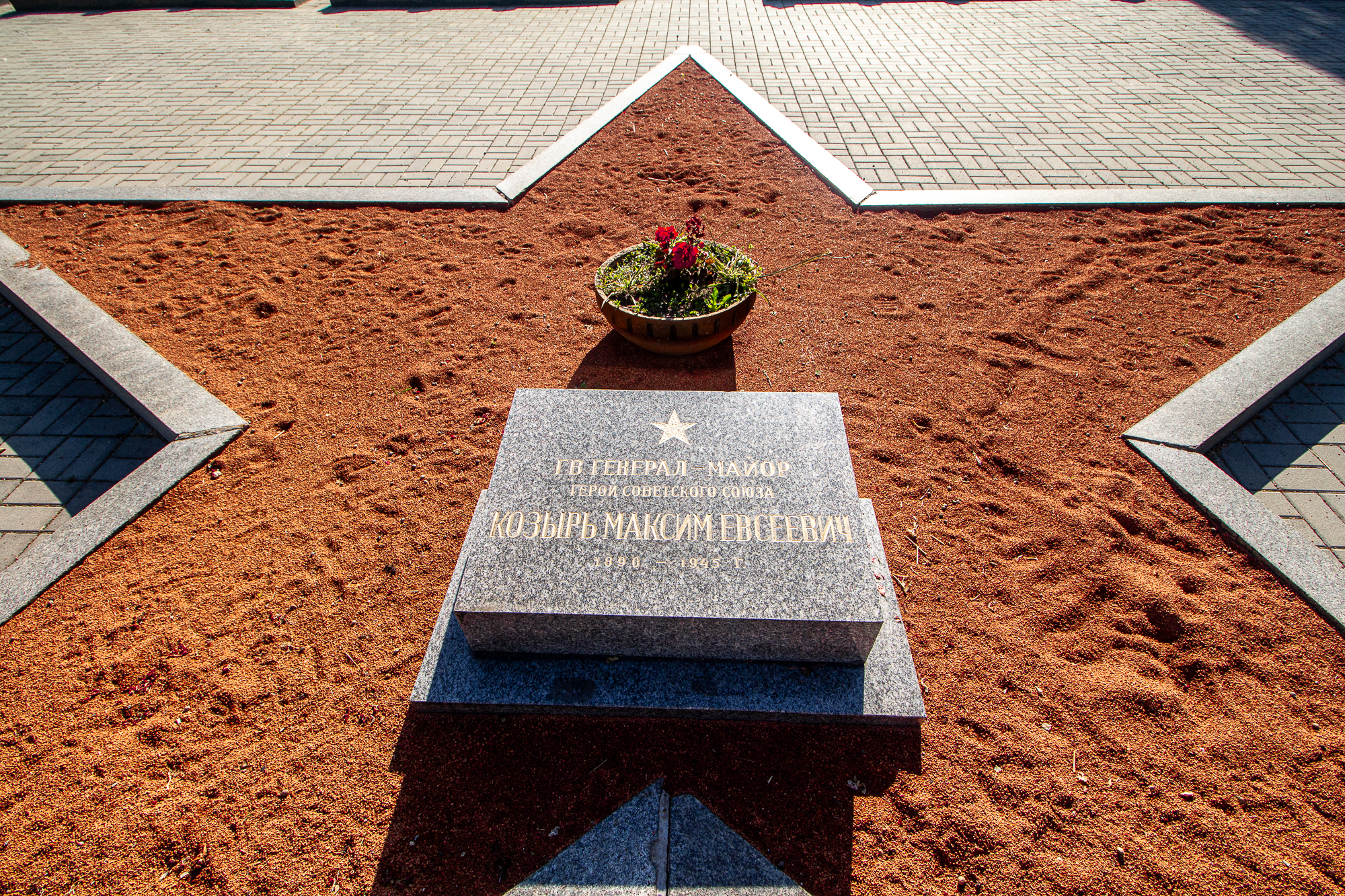
Čestný hrob generála Kozyra na Olšanských hřbitovech.

Dne 21. dubna 1945 se při odjezdu ke svému vojsku vůz generála Kozyra v Rajhradě, 12 kilometrů od Brna dostal do palby německých jednotek a celá posádka vozu byla zabita střelbou ze samopalů. Původně byl pohřben na náměstí Rudé armády v Brně, v dubnu 1946 však byl znovu pohřben na čestném pohřebišti Olšanských hřbitovů v Praze.

## Vyznamenání a ocenění
- Hrdina Sovětského svazu (17. května 1944)
- Leninův řád (2× – 17. května 1944 a 21. února 1945)
- Řád rudého praporu (3× – 1920, 14. února 1943 a 3. listopadu 1944)
- Řád Suvorova – 2. stupeň (13. září 1944)
- Řád Bohdana Chmelnického – 2. stupeň (1. října 1944)
- Jubilejní medaile 20 let Dělnicko-rolnické rudé armády (22. února 1938)
- Medaile „Za obranu Moskvy“ (udělena v roce 1944)[4][5]